# 長崎市野口彌太郎記念美術館
長崎市野口彌太郎記念美術館（ながさきし のぐちやたろうきねんびじゅつかん）は、長崎県長崎市にある美術館である。戦後の日本洋画壇における代表画家である、野口彌太郎の作品を展示している。

## 所在地
長崎市平野町7-8 平和会館1階
（2007年（平成19年）4月にこの地に移転した）

## 移転の経緯
1993年（平成5年）4月に開館してから、2007年（平成19年）3月まで、長崎市大浦町の旧長崎英国領事館にて作品の展示を行っていた。しかし、国の重要文化財に指定されているこの建物は1908年（明治41年）に建てられたものであり、老朽化がすすみ修復工事が必要となったため、2007年（平成19年）4月に、平和会館に移転した。

## 周辺の施設
- 長崎原爆資料館
- 長崎市立博物館
- 国立長崎原爆死没者追悼平和祈念館